# Ямато (град)
Вижте пояснителната страница за други значения на Ямато.
Ямато е град в Япония. Населението му е 235 846 жители (по приблизителна оценка от октомври 2018 г.), а площта му е 27,06 km². Намира се в часова зона UTC+9. Районът на града е бил населен от хиляди години.